# Pereira (Kolumbia)
Pereira a kolumbiai Risaralda megye székhelye. Az Andok lábánál fekszik Kolumbia fő kávétermesztő vidékén, amely hivatalosan a „Kávé-tengely” néven ismert.

## Földrajz
A település Kolumbia középpontjától nyugatra található az Andok hegyláncai között, körülbelül 1400 méterrel a tenger szintje felett. Északi részén az Otún folyó határolja, amely Dosquebradas városától választja el. A folyó fölött ível át a César Gaviria Trujillo völgyhíd. A központi városrész utcái többnyire négyzetrácsos hálózatot alkotnak, a külvárosok alaprajza sokszor inkább a domborzathoz alkalmakodott.
A hőmérséklet az év során többnyire 17 és 26 °C között változik, a csapadék minden hónapban sok: éves átlagban összesen 2441 mm eső hull.

## Népesség
Ahogy egész Kolumbiában, a népesség növekedése Monteríában is gyors, ezt szemlélteti az alábbi táblázat:
| Év   | Lakosság |
| ---- | -------- |
| 1993 | 348 023  |
| 2005 | 371 239  |

## Története
A környék már legalább 10 000 éve lakott, de az első igazi (igaz, azóta eltűnt) települést csak 1540-ben alapították a spanyol gyarmatosítók Cartago néven. Ugyanitt 1863-ban Antigua Cartago vagy Cartago Viejo néven új települést alapítottak, amit az idők során Jorge Robledo emlékére Villa de Robledo néven is emlegettek: ez a mai Pereira őse. Az alapítás hivatalos dátumának 1863. augusztus 24-én tartják, mert ekkor mutatták be az első misét a régi város romjain elsőként felépített kápolnában.

## Nevezetességek
A városban és környékén számos látnivaló található, de sok helyszín turisztikailag még kihasználatlan, csak mostanában kezdik őket felfedezni. Itt működik például a Matecaña állatkert (amit az ország egyik legjobbjának tartanak) és a közelben a Santa Rosa de Cabal-i termálfürdő. A várostól nyugatra hozták létre a La granja de Noé ökoparkot is. A környék legnevezetesebb természeti kincsei a marsellai botanikus kert, az Otún-tó és a Los Nevados Nemzeti Park.
A belváros fontos tere a Bolívar tér, ahol a híres Meztelen Bolívar című szobor található (Rodrigo Arenas Betancourt alkotása). A tér mellett áll a székesegyház. A Ciudad Victoria tér a városiak kedvelt találkozóhelye és számos rendezvény helyszíne. Jellegzetes építmény, szinte a város jelképének számít a César Gaviria Trujillo völgyhíd, amely Dosquebradas városával köri össze Pereirát.
A három legfontosabb helyi rendezvény a nagyhéti fesztivál, a kávészüreti fesztivál és a „szerelmi csalódás, szerelmi bosszúság” fesztiválja, amikor költők, zenészek, írók és számos más személy énekel, ír és társalog az elvesztett vagy be nem teljesült szerelmekről.

## Képek

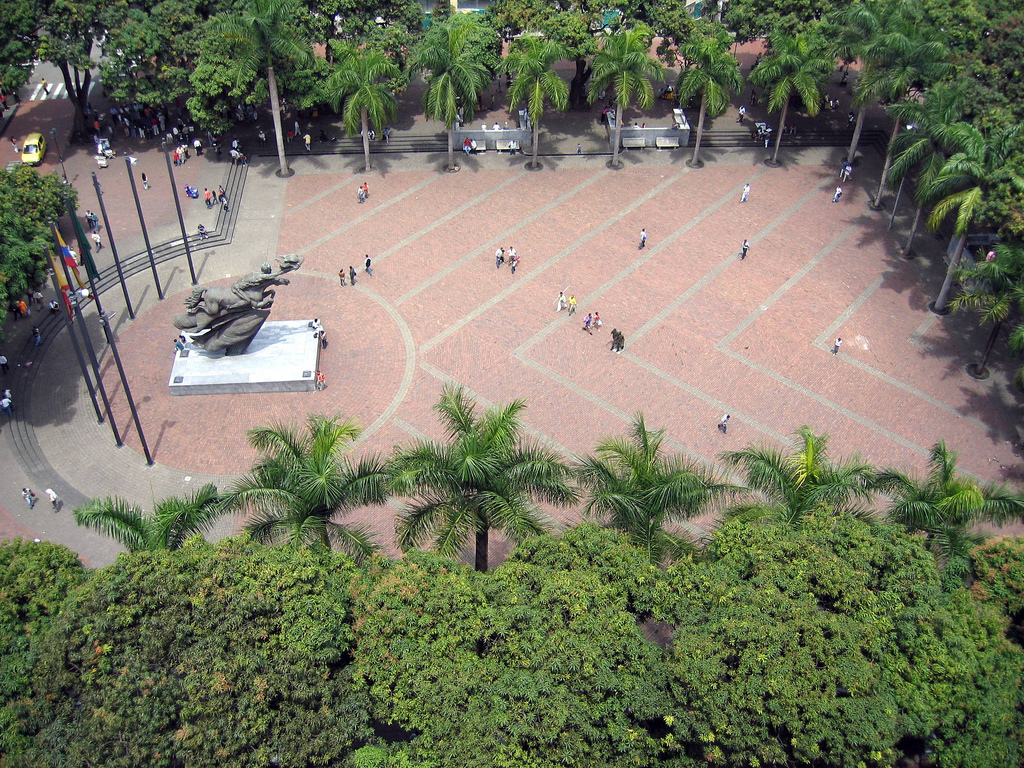
A Bolívar tér
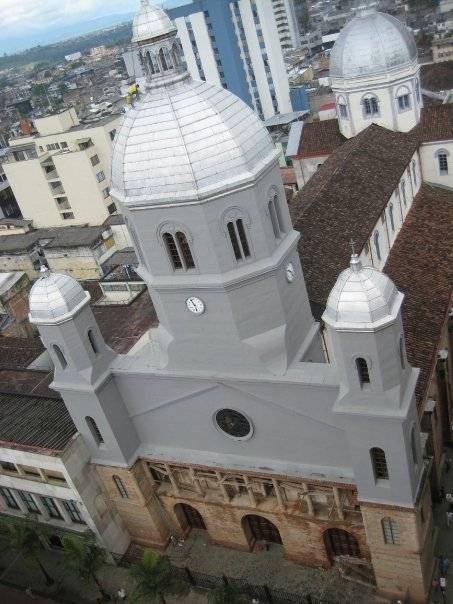
A Nuestra Señora de la Pobreza székesegyház
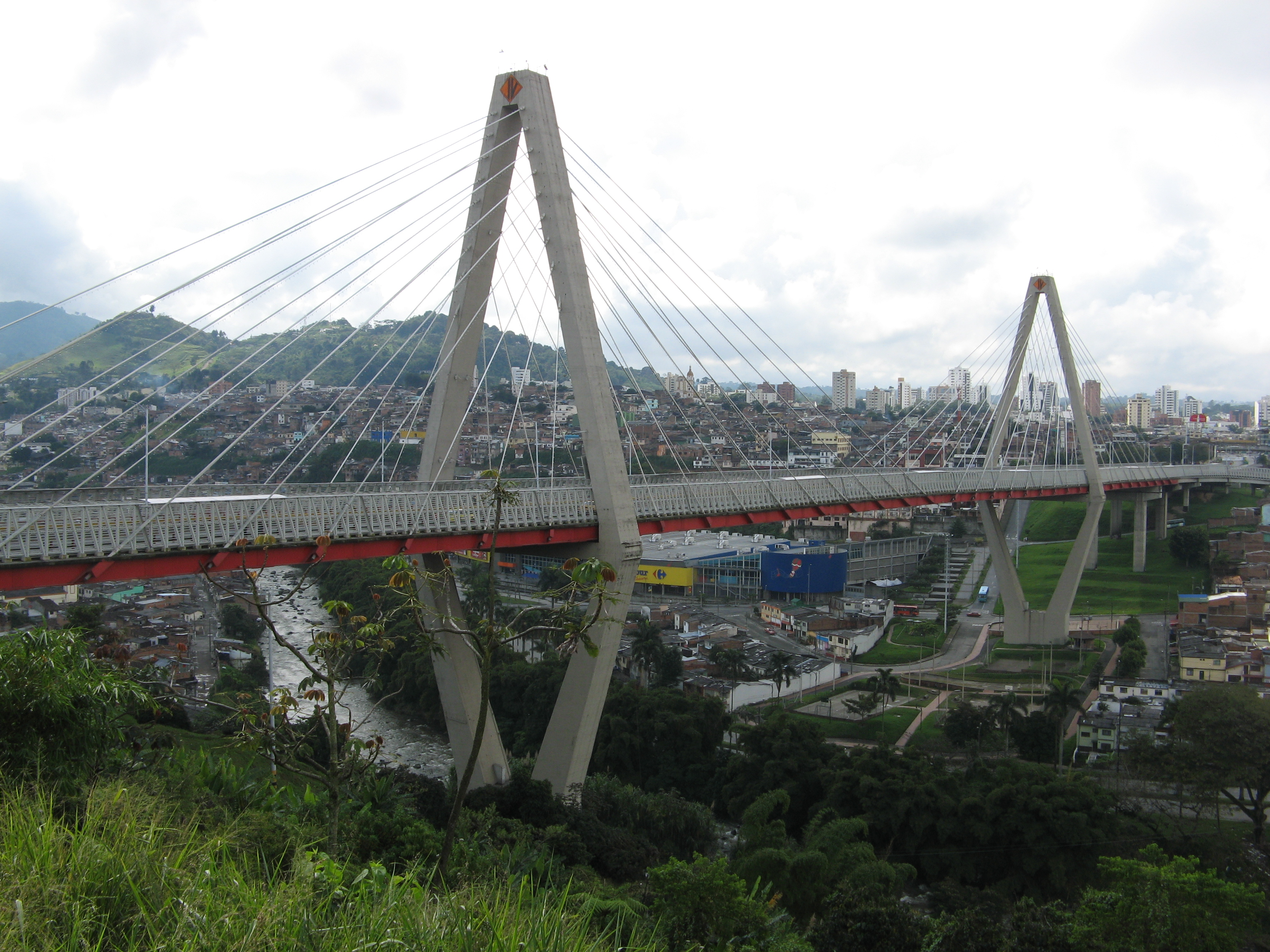
A César Gaviria Trujillo völgyhíd
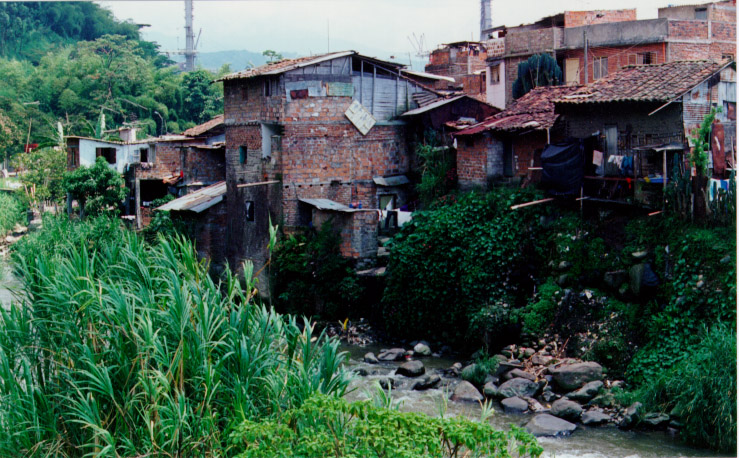
Külvárosi házak